# Emílio, ou Da Educação
Emílio, ou Da Educação (em francês: Émile, ou De l’éducation) é uma obra filosófica sobre a natureza do homem, escrita por Jean-Jacques Rousseau em 1762, que disse “Emílio foi o melhor e mais importante de todas minhas obras,” aborda temas políticos e filosóficos referentes à relação do indivíduo com a sociedade, particularmente explica como o indivíduo pode conservar sua bondade natural (Rousseau sustenta que o homem não é mau por natureza), enquanto participa de uma sociedade inevitavelmente corrupta. No Emílio, Rousseau propõe, mediante a descrição do homem, um sistema educativo que permita ao “homem natural” conviver com essa sociedade corrupta. Rousseau acompanha o tratado de uma história romanceada do jovem Emílio e seu tutor, para ilustrar como se deve educar ao cidadão ideal. No entanto, Emílio não é um guia detalhado, ainda sim inclui alguns conselhos sobre como educar as crianças. Hoje, considera-se o primeiro tratado sobre filosofia da educação no mundo ocidental.
O texto se divide em cinco “livros”, os três primeiros dedicados à infância de Emílio, o quarto à sua adolescência, e o quinto à educação de Sofia a “mulher ideal” e futura esposa de Emílio, e à vida doméstica e civil deste, incluindo a formação política.
O Emílio foi proibido e queimado em Paris e em Genebra, por causa do controverso fragmento sobre a “Profissão de fé do vigário Savoiano”; porém, apesar, ou por causa de sua reputação, rapidamente se converteu em um dos livros mais lidos na Europa. Durante a Revolução francesa, o Emílio serviu como inspiração do novo sistema educativo nacional.